# Blue Demon Jr.
Blue Demon Jr. (ur. 19 lipca 1966) – meksykański luchador, syn legendarnego Blue Demona, którego jest następcą. Jego prawdziwe imię jest nieznane.

## Mistrzostwa i osiągnięcia
- Asistencia Asesoría y Administración
  - AAA Latin American Championship (1 raz)[1]
  - Mexican National Atómicos Championship (1 raz) – z La Parka Jr., Perro Aguayo Jr. i Máscara Sagrada Jr.[2]
  - Mexican National Cruiserweight Championship (1 raz)[2]
- International Wrestling All Stars
  - IWAS World Light Heavyweight Championship (1 raz)[3]
- NWA SOUTHWEST/World of Wrestling
  - WOW Heavyweight Championship (1 raz)[4]
- National Wrestling Alliance
  - NWA World Heavyweight Championship (1 raz)[5]
- Pro Wrestling Revolution
  - PWR Heavyweight Championship (2 razy)[6]
  - PWR Tag team Championship (1 raz) – z El Hijo del Santo
- Pro Wrestling Illustrated
  - 25. miejsce w rankingu PWI 500 w 2010 roku[7]
- Universal Wrestling Association
  - UWA World Junior Heavyweight Championship (1 raz)[2]
- World Wrestling Association
  - WWA Light Heavyweight Championship (1 raz)[8]
  - WWA Middleweight Championship (1 raz)[2]
  - WWA World Welterweight Championship (1 raz)[9]